# 24701 Elyu-Ene
24701 Elyu-Ene (1990 VY5) là một tiểu hành tinh nằm phía ngoài của vành đai chính được phát hiện ngày 15 tháng 11 năm 1990 bởi E. W. Elst ở Đài thiên văn Nam Âu.